# Мерлин (Орегон)
Мерлин (енгл. Merlin) насељено је место без административног статуса у америчкој савезној држави Орегон.

## Демографија
По попису из 2010. године број становника је 1.615.
| Група             | 2000.    | 2010.         |
| Белци             | 0 (0,0%) | 1.454 (90,0%) |
| Афроамериканци    | 0 (0,0%) | 2 (0,1%)      |
| Азијати           | 0 (0,0%) | 6 (0,4%)      |
| Хиспаноамериканци | 0 (0,0%) | 84 (5,2%)     |
| Укупно            | 0        | 1.615         |